# ویکتوریا ژیلینسکایته
ویکتوریا ژیلینسکایته (روسی: Виктория Юрьевна Жилинскайте؛ زادهٔ ۶ مارس ۱۹۸۹) بازیکن هندبال اهل روسیه است.
وی همچنین برندهٔ جوایزی همچون نشان دوستی شده‌است.